# Bergerhausen (Essen)
Bergerhausen ist ein Stadtteil südöstlich des Stadtkerns der Stadt Essen. Begrenzt wird Bergerhausen durch die Stadtteile Steele und Überruhr-Hinsel im Osten, im Südosten durch die Ruhr, Rellinghausen im Süden, Rüttenscheid und Stadtmitte im Westen sowie Huttrop im Norden.

## Charakter
Geprägt ist Bergerhausen durch dichte Wohnbebauung mit Grünflächen und einigen Gewerbegebieten. Beispielsweise liegt im Stadtteil das Gewerbegebiet Zeche Ludwig auf dem Areal der gleichnamigen, ehemaligen Zeche, sowie entlang der Ruhrallee den Gewerbepark Ruhrallee.
Im Stadtteil gibt es mit der evangelischen Theodor-Heuss-Schule und der katholischen Schule am Krausen Bäumchen zwei konfessionelle Grundschulen mit offenem Ganztagsangebot in unmittelbarer Nachbarschaft, sowie die Elsa-Brändström-Realschule, eine Eliteschule des Sports.
Bergerhausen hat einen direkten Anschluss an die A 52, welche im nahe gelegenen Autobahndreieck Essen-Ost auf die A 40 mündet. Die wichtigste innerörtliche Verkehrsachse ist die Ruhrallee, die hier einen Teil der B 227 bildet und den Stadtteil rein geografisch sehr genau in der Mitte teilt.
Bergerhausen ist am rechten Ruhrufer mit dem Ruhrtalradweg und der Grugatrasse an des Radnetz NRW angeschlossen.
Im öffentlichen Personennahverkehr wird Bergerhausen durch die Straßenbahnlinie 105 sowie die Buslinien SB 15, 154, 155, 160 und 161 der Ruhrbahn bedient.
| Linie | Verlauf | Takt (Mo–Fr) |
| ----- | --- | ------------ |
| 105   | Naturlinie 105: Frintrop Unterstraße (Stadtgrenze Oberhausen) – Bedingrade – Abzweig Aktienstraße – Borbeck Süd Bf – Helenenstraße – U Berliner Platz – U Rheinischer Platz – U Rathaus Essen – U Essen Hbf – Essen Süd – Bergerhausen – Rellinghausen Finefraustraße | 10 min       |
| SB15  | Essen Hbf – Bergerhausen Huttropstr. – Annental – Lehmanns Brink – Überruhr-Holthausen – Burgaltendorf Burgruine | 10 min       |
| 154   | Essen-Beisen – Schonnebeck – Frillendorf Hubertstraße – Betriebshof Stadtmitte – Rathaus Essen – Essen Hbf – Huttropstraße – Bergerhausen – Annental Betriebshof Ruhrallee                                                                                            | 20 min       |
| 155   | Gelsenkirchen-Rotthausen Achternbergstraße – Schonnebeck – Frillendorf Hubertstraße – Betriebshof Stadtmitte – Rathaus Essen – Essen Hbf – Huttropstraße – Bergerhausen – Annental – Heisingen Rote Mühle – Kampmannbrücke – Kupferdreh                               | 20 min       |
| 160   | Borbeck Bf – Altendorf Schölerpad – Nöggerathstr. – Frohnhausen, Gervinusstr. – Holsterhausen – Rüttenscheid Martinstraße – Bergerhausen Huttropstr. – Huttrop Schwanenbuschstr. – Frillendorf – Stoppenberg Ernestinenstr.                                           | 20 min       |
| 161   | Altendorf Schölerpad – Frohnhausen – Frohnhausen – Holsterhausen – Rüttenscheid Martinstraße – Bergerhausen Huttropstr. – Huttrop Schwanenbuschstr. – Frillendorf – Stoppenberg Ernestinenstr.                                                                        | 20 min       |

## Bevölkerung
Am 31. März 2025 lebten 11.531 Einwohner in Bergerhausen.
Strukturdaten der Bevölkerung in Bergerhausen (Stand: 31. März 2025):
- Bevölkerungsanteil der unter 18-Jährigen: 14,6 % (Essener Durchschnitt: 16,9 %)[3]
- Bevölkerungsanteil der mindestens 65-Jährigen: 26,3 % (Essener Durchschnitt: 21,7 %)[4]
- Ausländeranteil: 10,2 % (Essener Durchschnitt: 20,6 %)[5]

## Geschichte
Erstmals wurde Bergerhausen im Jahre 943 als Bergarahuson urkundlich erwähnt. Die aus einzelnen Kotten und Weilern zusammengesetzte, ehemalige Bauerschaft war noch bis ins 20. Jahrhundert hinein ländlich geprägt. Nennenswerte Beziehungen zum nahegelegenen Stift Essen und dessen Tochterstift Rellinghausen sind nicht bezeugt. Nur ein Wegekreuz an der Ecke Am Krausen Bäumchen/Weserstraße markierte die Grenze zum Rellinghauser Stift. Hier gelangte man von einer Gerichtsbarkeit in die andere. Belegt, mit dem Datum 5. August 1472, ist das Schuyrmans Gud an der Kaninenberghöhe. Die Familie Vittinghoff-Schell, die auf Schloss Schellenberg in Rellinghausen lebte, belegte das Gut mit einer Erbrente von sieben Rheinischen Gulden. Seit dem 16. Jahrhundert wird es im Pachtbuch des Stifts Werden genannt. Heute ist der denkmalgeschützte Hof als Bauer Gantenberg bekannt und besteht aus einem Haupthaus von 1810, laut Inschriftenbalken über dem Deelentor und einem Altenteilerhaus, laut Türbalken von 1792. Zwischen 1938 und 2004 bewirtschaftete die Familie Gantenberg diesen letzten Bauernhof Bergerhausens. Nach Auslauf des Pachtverhältnisses, die Stadt Essen kaufte den Hof zwischenzeitlich an, wurde er 2004 an einen privaten Käufer veräußert. Unter Berücksichtigung des Denkmalschutzes hat der ehemalige Schürmannshof heute umfangreiche Sanierungsarbeiten erfahren und neue, gesicherte Zukunftsperspektiven.
Weitere Höfe sind nicht mehr vorhanden, nur wenige Kotten, beispielsweise im Siepental und benachbarten Kleingartenanlagen, existieren noch.

### Wappen

Wappen von Bergerhausen

Blasonierung: „In Rot wachsend über einem grünen Dreiberg, belegt mit gekreuzten silbernen (weißen) Schlägel und Eisen, ein silbernes (weißes) Haus mit schwarzem Fachwerk.“
Das Wappen wurde von Kurt Schweder entworfen und hatte nie offiziellen Charakter. Ende der 1980er Jahre schuf der Heraldiker für alle Essener Stadtteile Wappen. Sie sind inzwischen von der Essener Bevölkerung gut angenommen worden.
Es handelt sich hier um ein klassisches "redendes Wappen", das Haus (-hausen) auf dem Berg (Dreiberg, Berger-). Die frühere Schreibweise "Bergahuson" bedeutet "Bewohner eines Berges". Schlägel und Eisen deuten auf den früheren Eisenerz- und Steinkohlenbergbau hin.

### Bergbau und Industrie

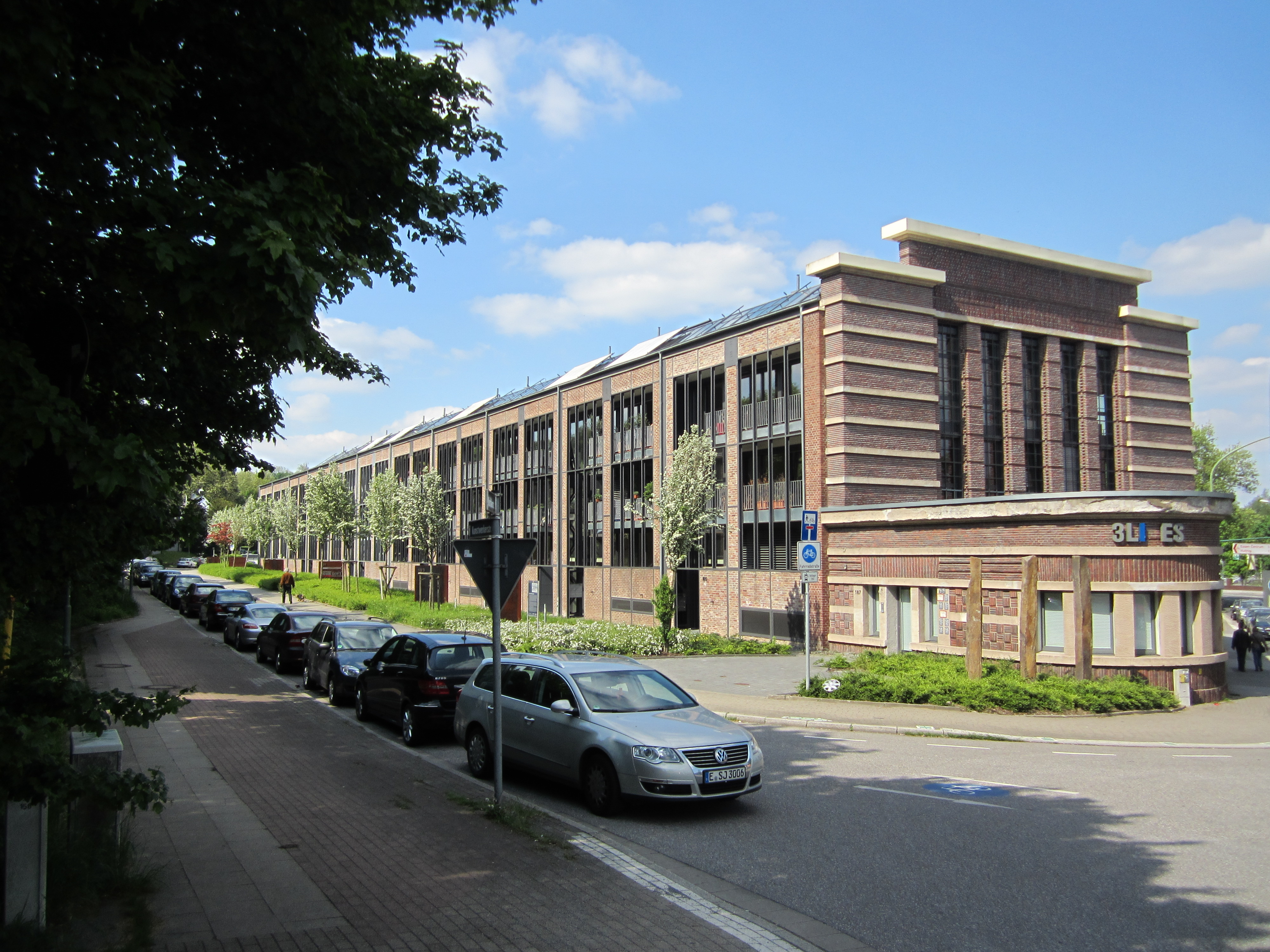
Ehemalige Montagehalle der Eisenhütte Westfalia Dinnendahl AG

Die Zeche Wasserfall, nördlich des St.-Annentales gelegen, ist zwar schon 1575 urkundlich erwähnt, aber eine offizielle Mutung war erst 1748 eingelegt worden. Die Nachbar-Zeche Sonnenschein, südwestlich der heutigen Kreuzung Wuppertaler-/Frankenstraße, wurde 1721 gegründet, und 1806 gelangte die Zeche Wasserfall durch Konsolidierung hinzu. Eine Konsolidierung der mit der Nachbar-Zeche Kunstwerk, an der heutigen Kunstwerkerstraße, scheiterte 1817, so dass die Zeche Sonnenschein 1821 stillgelegt wurde und deren Abbaufeld an die Zeche Kunstwerk fiel, die wahrscheinlich schon Mitte des 16. Jahrhunderts existierte. Damit gehören die Zeche Wasserfall und die Zeche Kunstwerk zu den ältesten Zechen im Ruhrgebiet. 1859 wurde die Wasserhaltung der 1749 in Betrieb gegangenen, aber bereits stillgelegten Zeche Stüpert von der Zeche Kunstwerk übernommen. Namensgebend für die Zeche Kunstwerk, die zu ihrer besten Zeit bis zu 45.000 Tonnen Kohle pro Jahr förderte, war wohl eine mechanische Fördereinrichtung dieses Namens.
Einer der Gewerken der Zeche war der aus der Nähe stammende Industrielle Franz Dinnendahl, der Dampfmaschinen zur Wasserhebung herstellte. Franz Dinnendahl errichtete 1821 neben der Zeche eine Maschinenfabrik und Eisengießerei, die er Kunstwerkerhütte nannte. 1862 stellte die Zeche Kunstwerk den Betrieb ein und wurde drei Jahre später endgültig stillgelegt. Die Dinnendahl´sche Fabrik bestand noch bis weit ins 20. Jahrhundert. Eine hier um 1925 errichtete Montagehalle der Eisenhütte Westfalia Dinnendahl AG aus Stahlfachwerk und Backstein mit Glasdach ist heute denkmalgeschützt. Nach langem Leerstand baute sie ein Investor mit modernen Loftwohnungen aus.
Die 1799 am Vöcklinger Feld in Betrieb gegangene Zeche Henriettenglück konsolidierte 1831 mit der Zeche Ludwig, die sich dort befand, wo heute das nach ihr benannte Gewerbegebiet liegt. Sie förderte Eisenstein und später Anthrazitkohle. Im Zuge der endgültigen Stilllegung 1966 verfüllte man alle Schächte und brach den Großteil der Übertageanlagen ab. Westlich wurde 1925 ein markantes, fünfgeschossiges Verwaltungsgebäude des Nürnberger Bundes gebaut. Es wird heute unter anderem als Wohngebäude genutzt und ist denkmalgeschützt. Ebenfalls in der Nähe lag über mehrere Jahrzehnte Europas Coca-Cola-Zentrale, die Mitte der 1990er Jahre nach Berlin verlagert wurde.

### Zugehörigkeiten
Bergerhausen gehörte von 1815 bis 1875 zu Steele. 1876 zählte es dann zur Bürgermeisterei Rellinghausen, mit der es schließlich 1910 zur Stadt Essen eingemeindet wurde.

### Kirchen
Als letzte neugotische Gewölbebasilika im Bistum Essen gilt die 1912 bis 1914 nach Plänen des Architekten Josef Kleesattel erbaute Kirche St. Hubertus. Zusammen mit der ehemaligen Filialkirche  St. Raphael aus Unterbergerhausen ist St. Hubertus eine Gemeinde der Pfarrei St. Lambertus in Rellinghausen.
Die 1964 bis 1965 errichtete Kirche St. Raphael, ein Stahlbeton-Ziegelbau, gehörte zu den weiteren Kirchen des Bistums, für die keine Kirchenmittel mehr zur Verfügung standen. Sie wurde 2009 geschlossen und zu einem Mehrgenerationenkomplex umgebaut. Die Kirchenorgel wurde an die Pfarrei St. Judas Thaddäus in Duisburg verkauft und 2012/3 in die Kirche St. Peter und Paul in Huckingen eingebaut.
Auf der Billebrinkhöhe entstand zwischen 1950 und 1959 die katholische Pax-Christi-Kirche, die ursprünglich St. Albertus Magnus geweiht war. Diese Doppelkirche, architektonisch aus Unter- und Oberkirche bestehend, bildet heute die Filialkirche zur Steeler Pfarrei St. Laurentius. Im Jahr 2019 wurde sie in die Denkmalliste der Stadt Essen eingetragen.
An der Weserstraße steht seit 1955 die evangelische Johanneskirche, die nach Plänen des Architekten Ernst-Erik Pfannschmidt errichtet wurde. Die zu groß gewordene Kirche mit ehemals kubischem Gemeindesaal wurde in den 1990er Jahren mit einem kleineren, spitzen Neubau umgestaltet. Eine weitere evangelische Kirche wurde 1965 auf der Billebrinkhöhe eingeweiht.

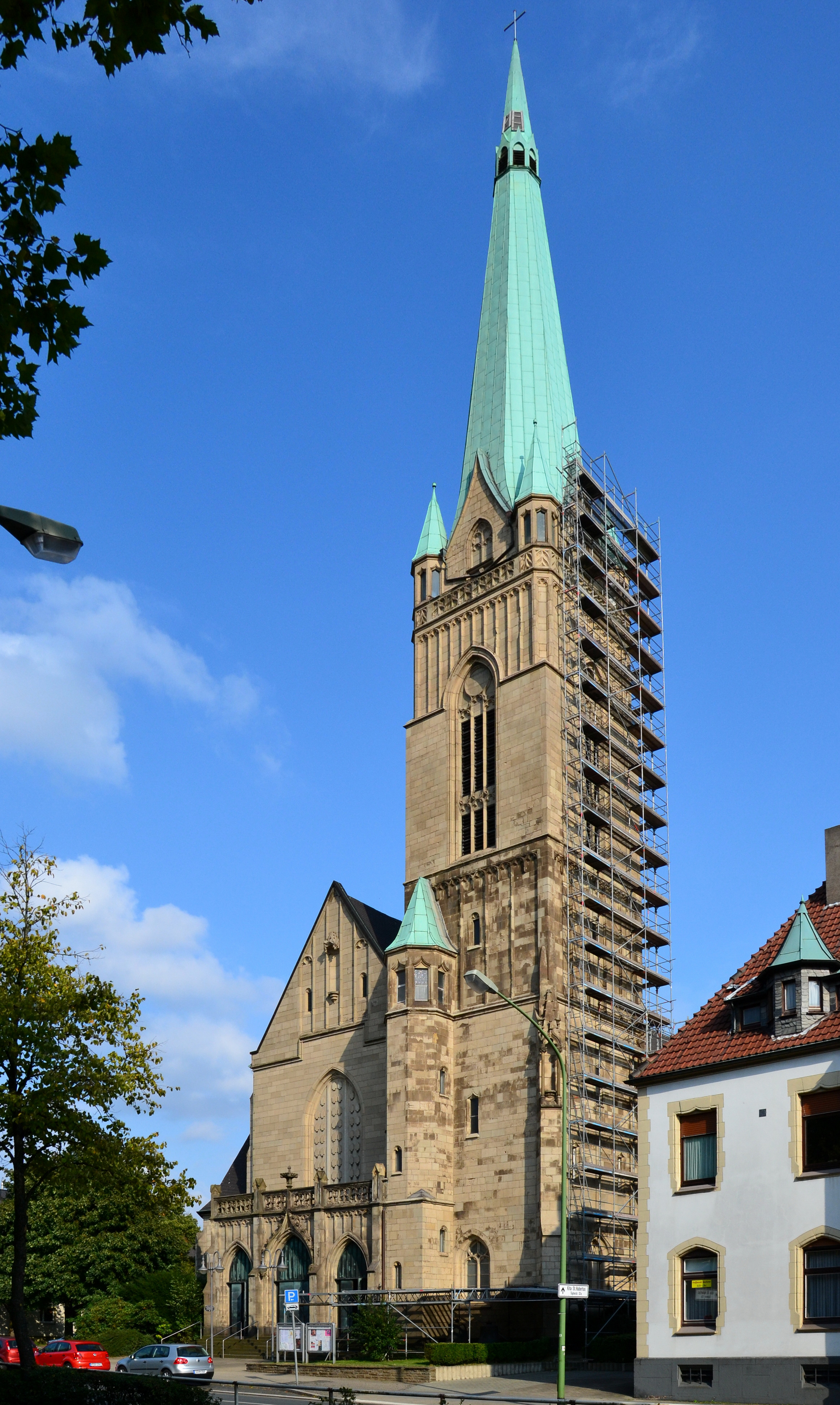
St. Hubertus
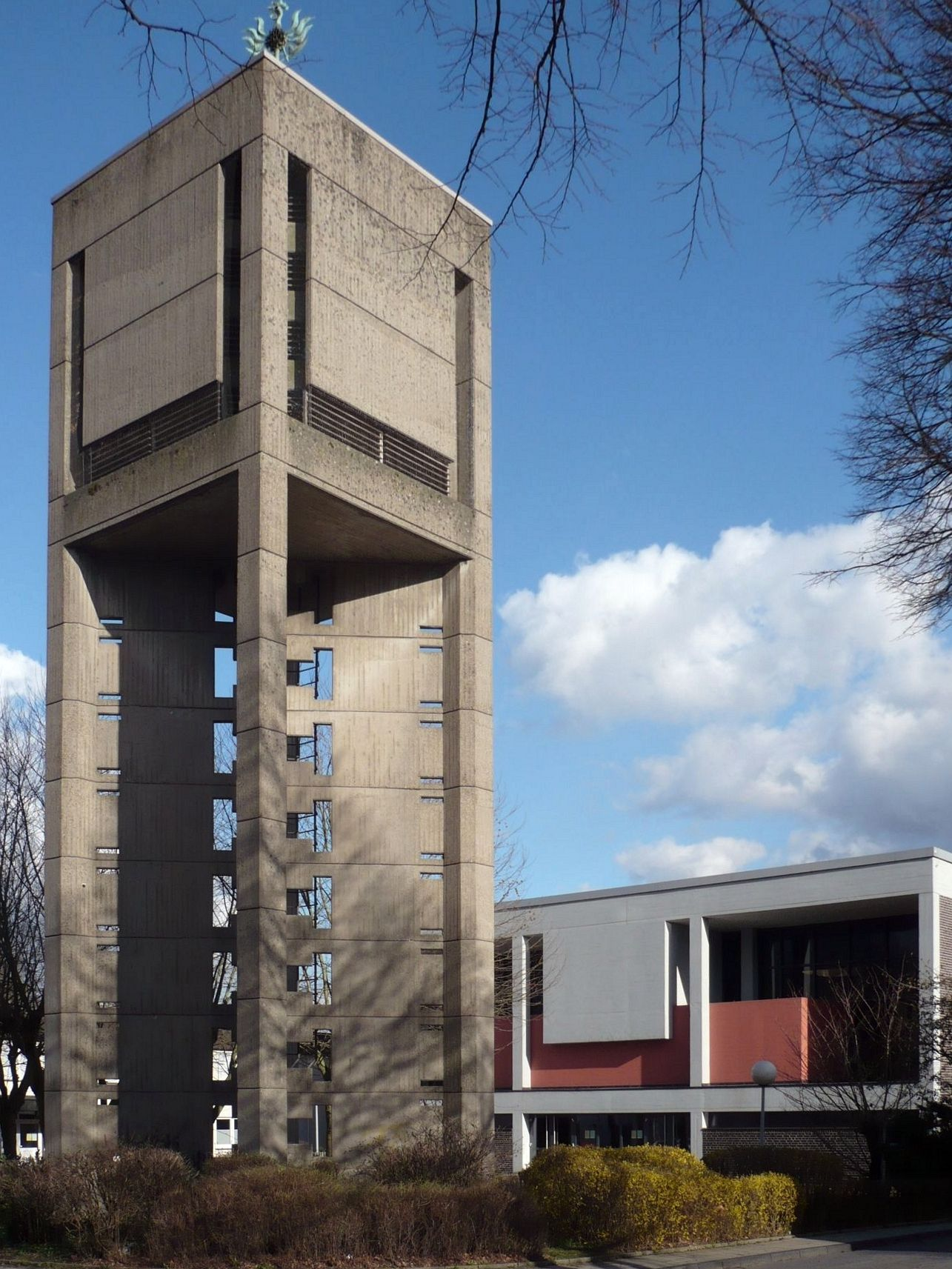
St. Raphael
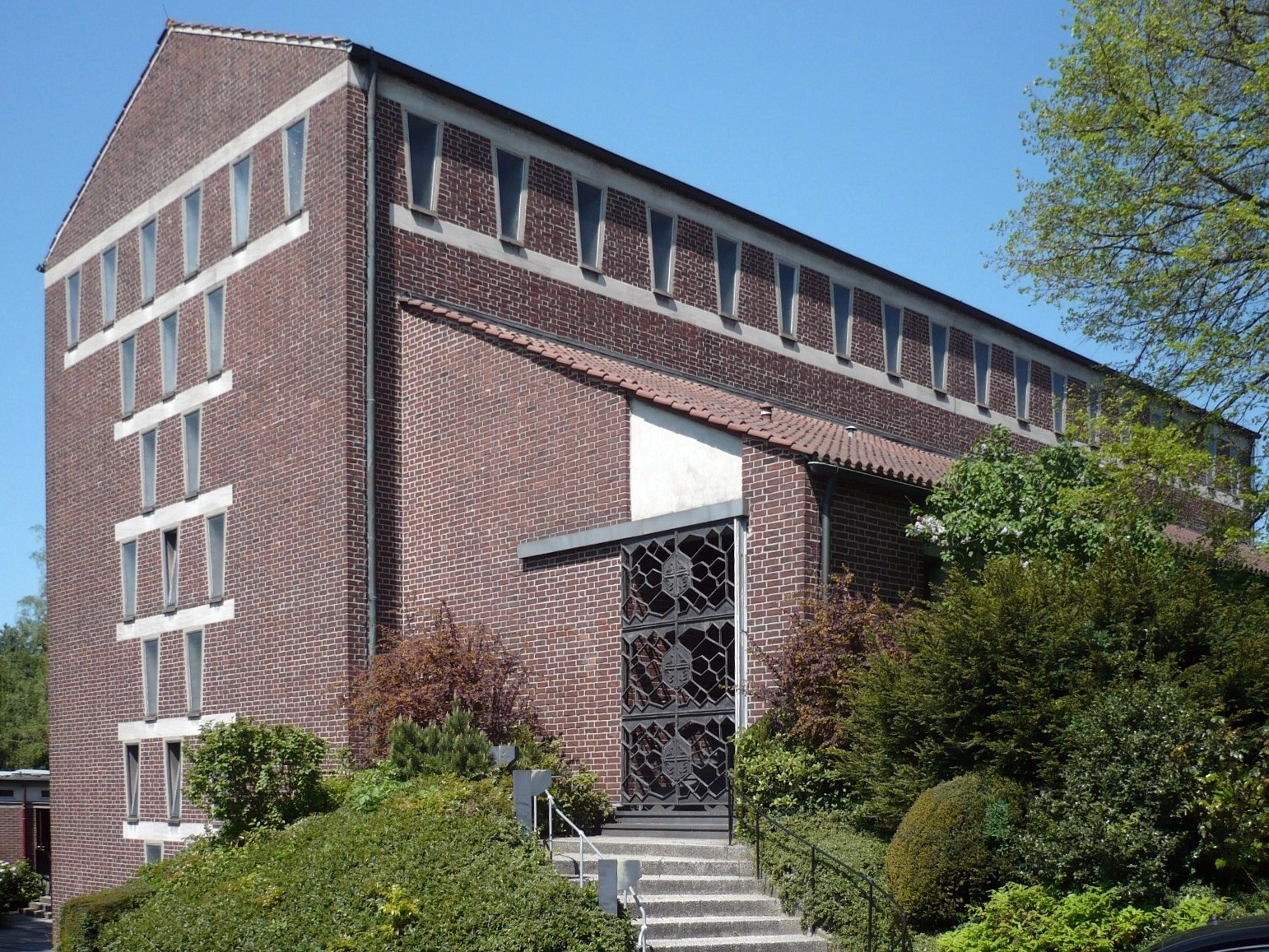
Pax-Christi-Kirche
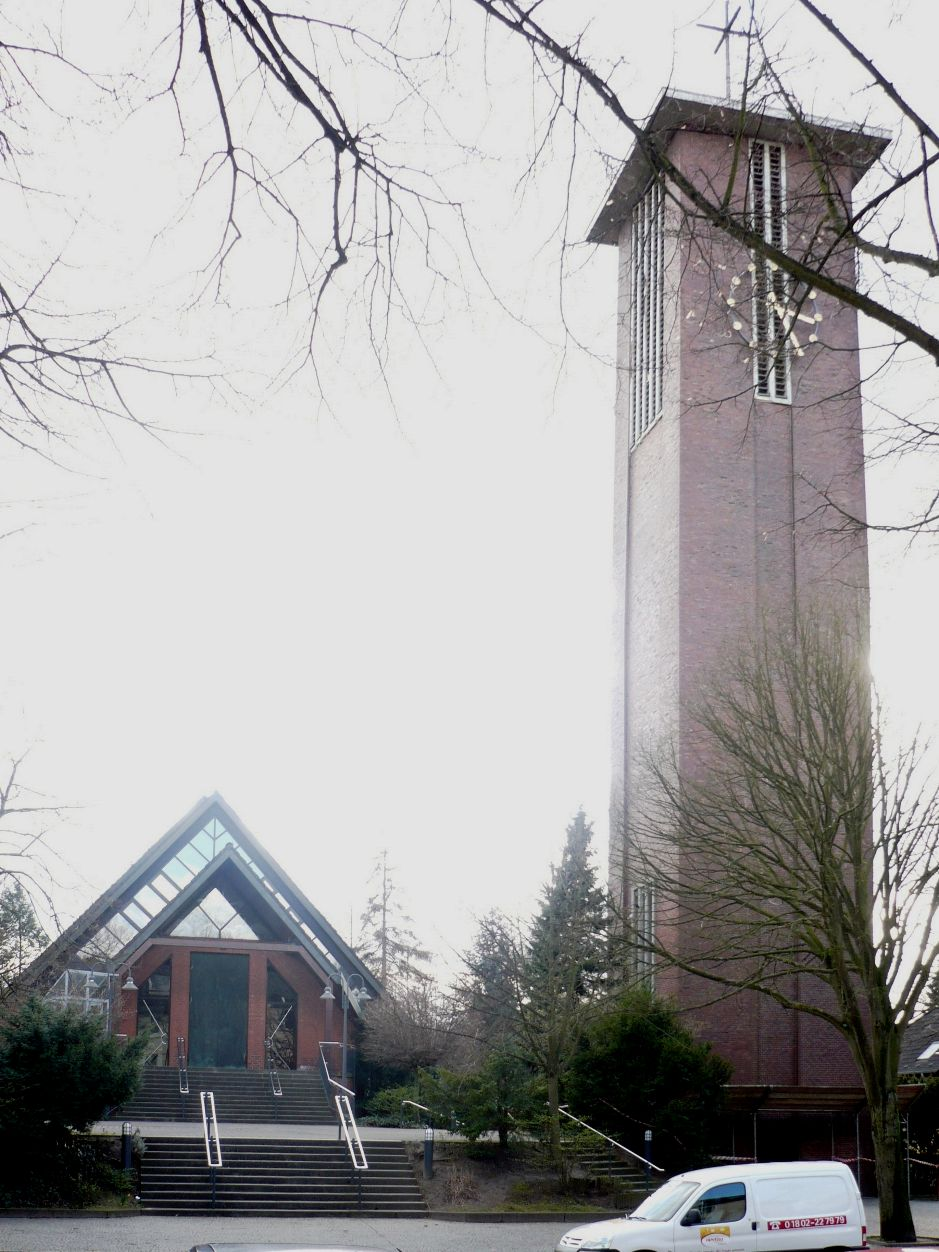
Johanneskirche
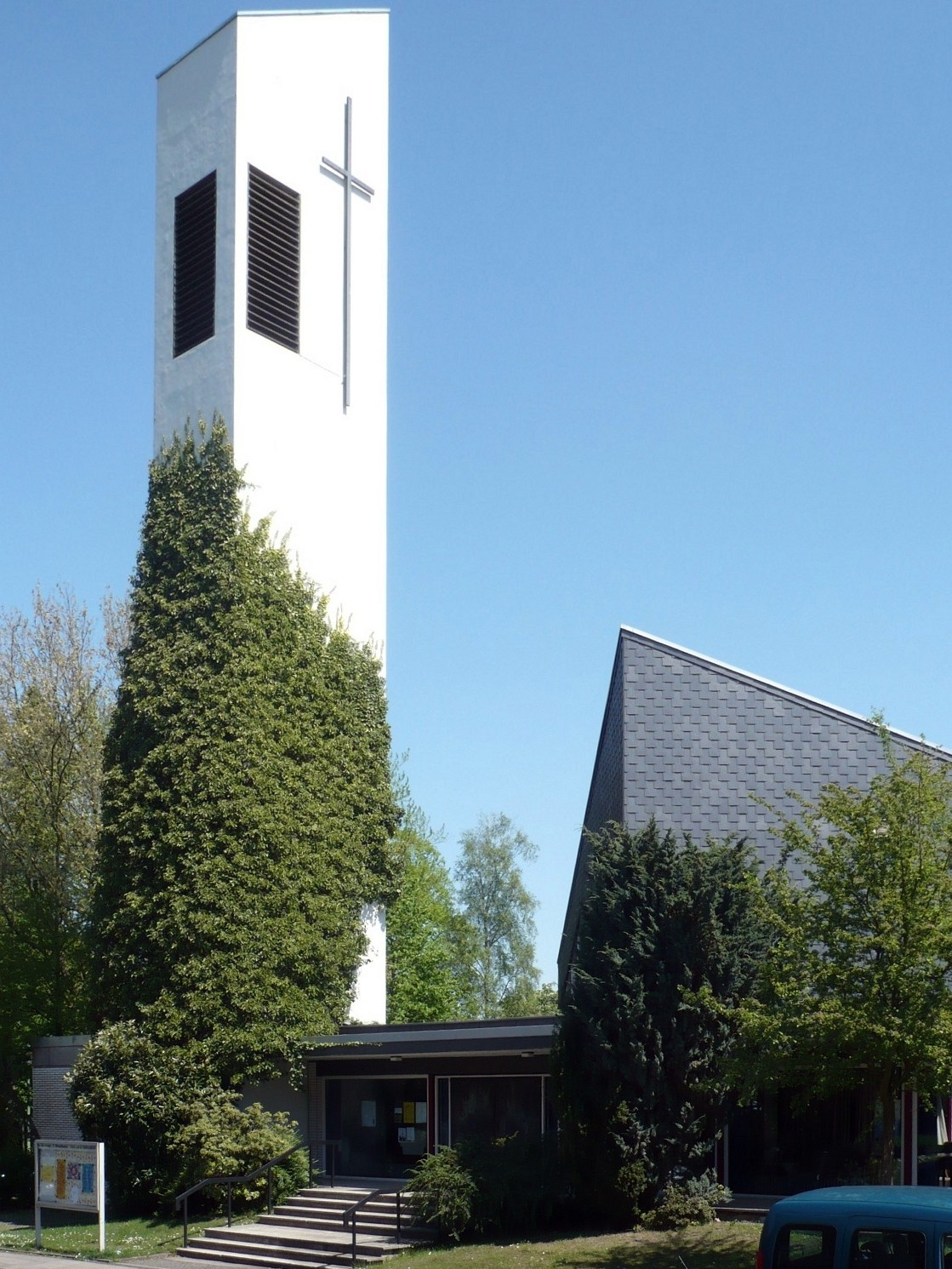
Evangelische Kirche Billebrinkhöhe